# Gotlandsgatan

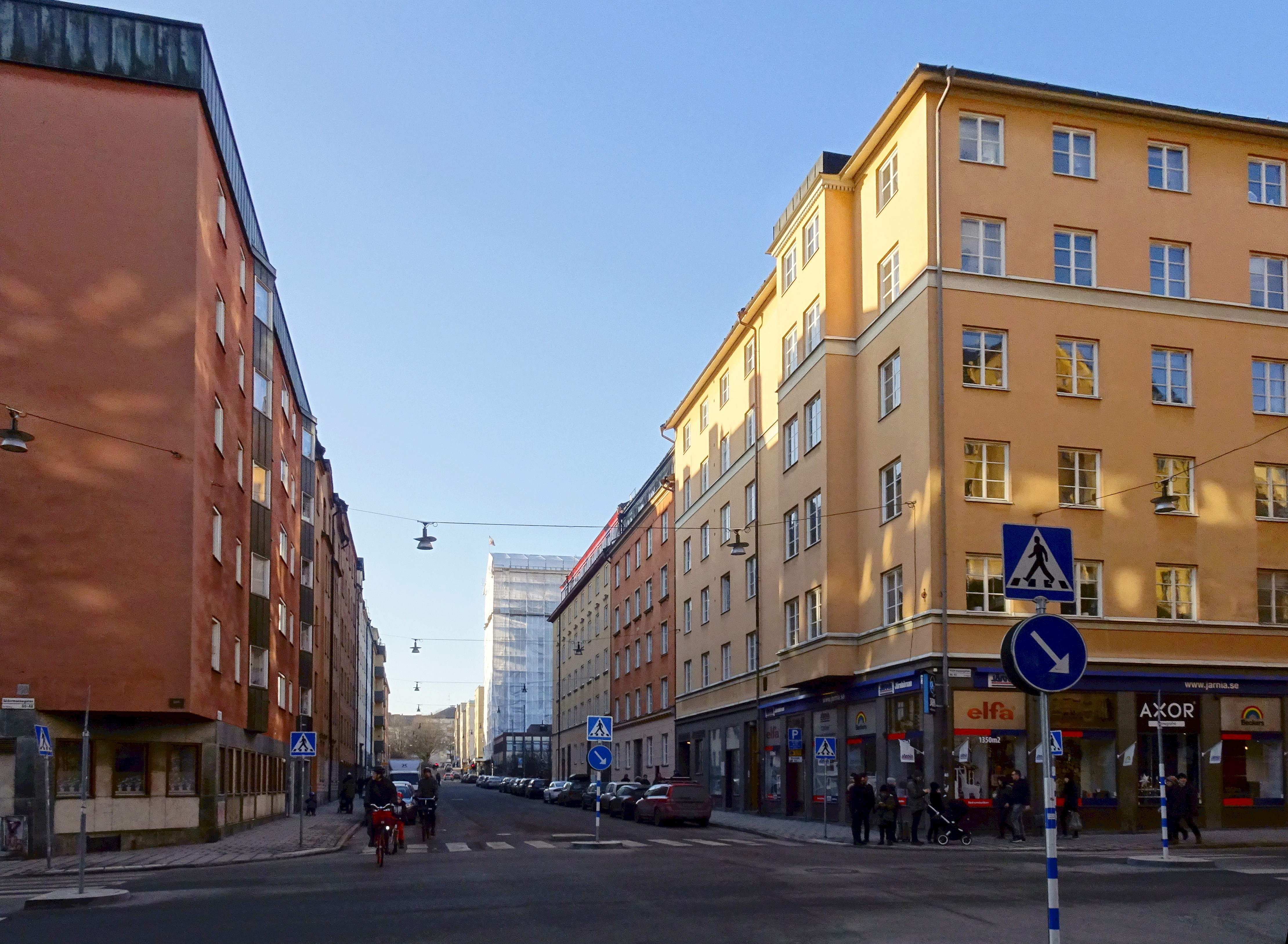
Gotlandsgatan mot väster med nr 73 (arkitekt Björn Hedvall) till höger.

Gotlandsgatan är en gata på Södermalm i Stockholm. Den sträcker sig från Götgatan i väster till Renstiernas gata i öster och fick sitt nuvarande namn i samband med Namnrevisionen i Stockholm 1885.

## Historik
Gatans tidigare namn var bland annat Sandbergsgatan (1696), Nya Sandbergsgatan (1705) och Sandbergstvärgränd (1820). Förleden Sandberg syftar på den grusås som genomkorsar Södermalm och som 1655 kallades Sandberget. Topografin vid nuvarande Götgatan var besvärlig och Lindhagens regeringsplan från 1885 gick inte att genomföra. Enligt regleringsplanen skulle Gotlandsgatan dras över Götgatan länge västerut ända ner till Ringvägen. Istället börjar Gotlandsgatan i höjd med Götgatan, som enbart kan nås via trappor. Detta gör att det lägsta husnumret är 40. Här ligger Gotlandsparken.

## Byggnader och kvarter längs gatan, urval

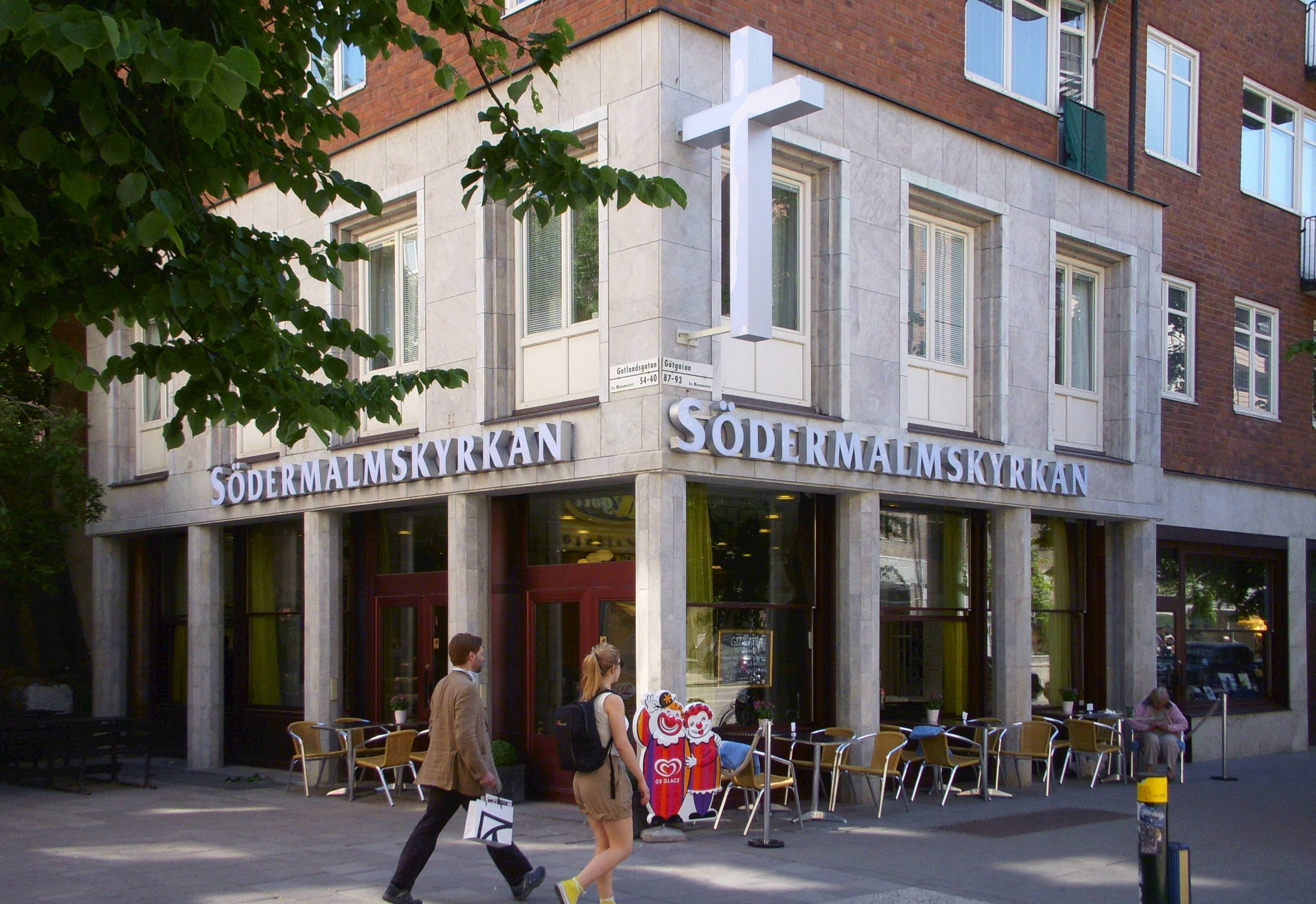
Gotlandsgatan 40, Södermalmskyrkan.

- Hörnhuset Gotlandsgatan 40 / Götgatan 87 inhyser Södermalmskyrkan, uppfört 1940–1941 efter ritningar av arkitekt A. Peterson.[2]

- Mellan Gotlandsgatan 59 och 61 ligger kvarteret Täppan. Här fanns fram till 1910 Bjurholms Bryggeri, vars byggnader revs omkring 1960. På platsen uppförde sedan HSB ett stort bostadshus efter ritningar av arkitekt  Per Persson.

- Mellan Gotlandsgatan 61 och 67 ligger kvarteret Tegen med historiska bryggeribyggnader från 1700-talet som var på sin tid Stockholms största bryggeri och 1831 till 1933 nyttjades av Katarina sjukhus.[3] Kvarterets byggnader är blåklassade av Stockholms stadsmuseum vilket innebär att husens kulturhistoriska värde motsvarar fordringarna för byggnadsminnen i kulturminneslagen.

- På bryggeriets gamla trädgård finns sedan 2012 lekplatsen Bryggartäppan som skapades under ledning av konstnären Tor Svae. Bryggartäppan är en temapark och har miljöer i Per Anders Fogelströms roman ”Mina drömmars stad” som inspiration.

- Hörnhuset Gotlandsgatan 73 / Södermannagatan 44−46 ritades 1927 av arkitekten Björn Hedvall. I byggnaden med entré mot Södermannagatan låg biografen Ugglan (ej att förväxla med före detta Biografen Ugglan på Folkungagatan). Ugglan stängde 1941 och den gamla biosalongen nyttjades därefter av Frälsningsarmén som kårsal, idag Kår 393.[4]

- Fastigheten Lien 5 mellan Gotlandsgatan / Katarina bangata / Södermannagatan är ett sekelskifteskvarter från 1904, ritat av arkitektkontoret Dorph & Höög.[5]

- Där Gotlandsgatan möter Katarina Bangata ligger Katarina södra skola som invigdes 1888 och hette då Katarina södra folkskola. Arkitekt var Wilhelm Bergström.[6] Skolans gymnastikbyggnad ligger längs med Gotlandsgatan. Byggnaden ritades 1923 av arkitekt Bror Albert Siösteen.

## Bilder
Gotlandsgatan från väster till öster.

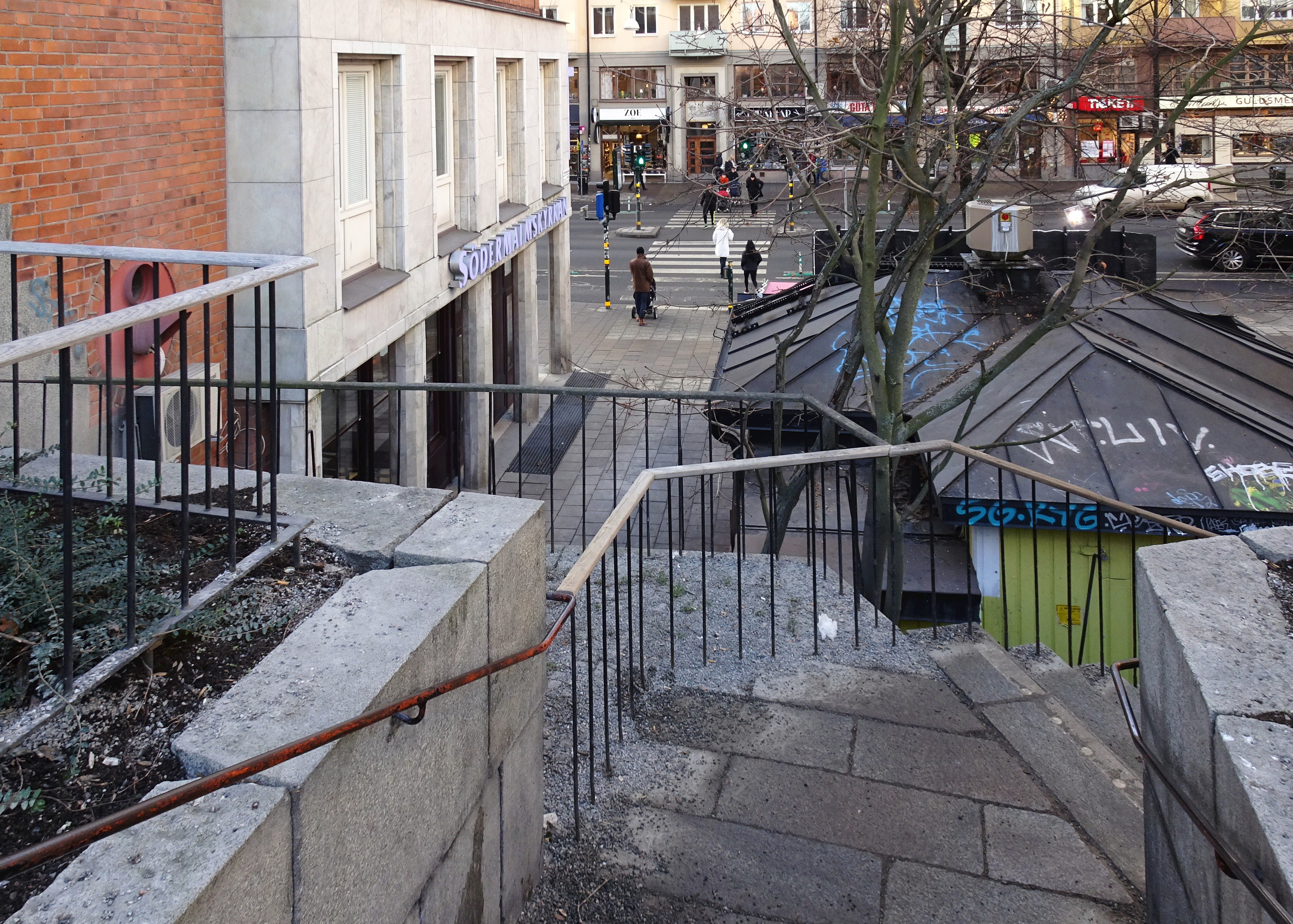
Trapporna ner till Götgatan. Till vänster ligger Södermalmskyrkan.
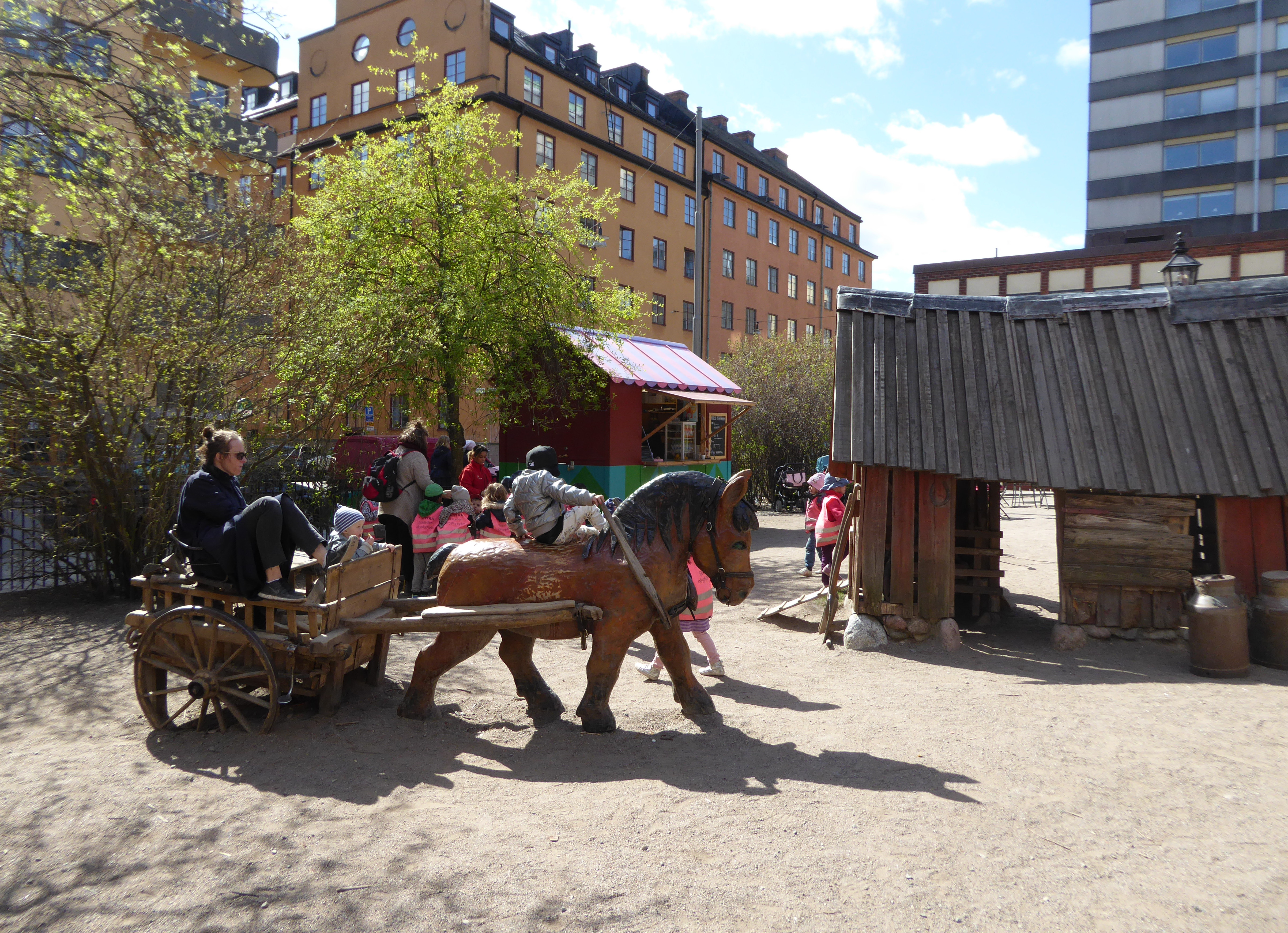
Lekplatsen Bryggartäppan.
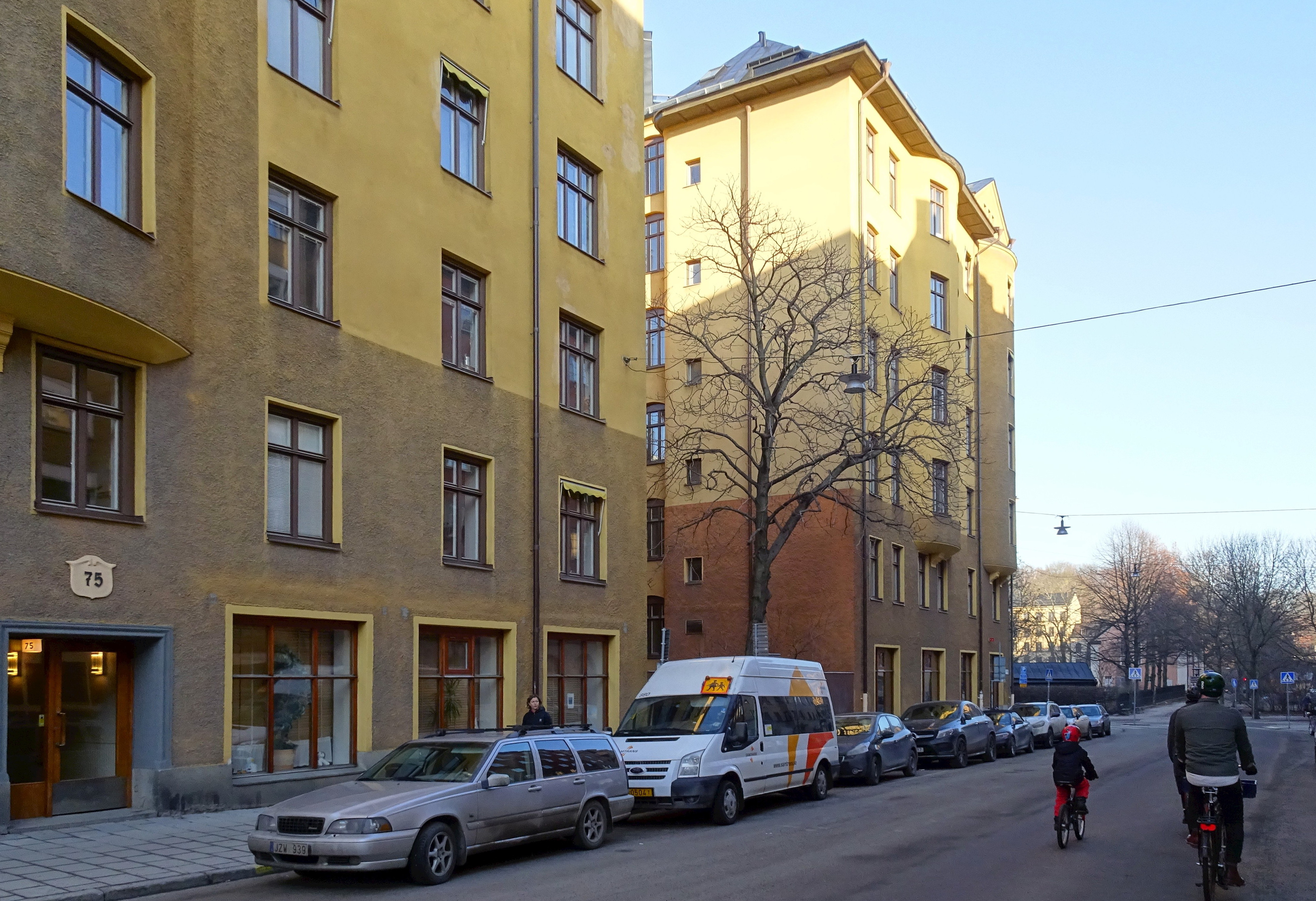
Lien 5 (arkitekt Dorph & Höög).
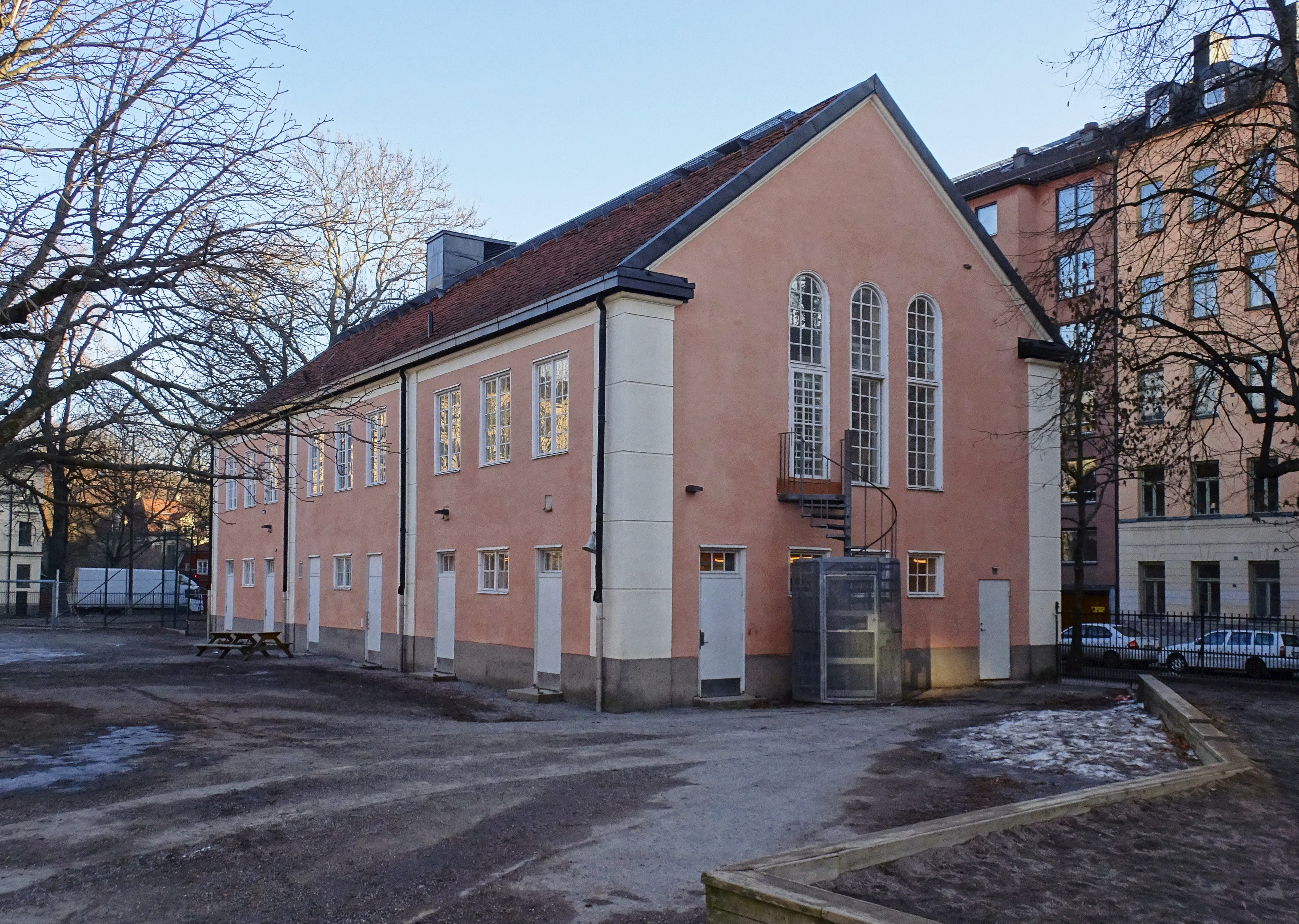
Katarina södra skolas f.d. gymnastikbyggnad (arkitekt Bror Albert Siösteen).